# Thomas Merton
Thomas Feverel Merton, OCSO (Prades, Francuska, 31. siječnja 1915. – Bangkok, 10. prosinca 1968.), redovničkim imenom brat Louis, bio je katolički filozof, mistik i teolog. Kao trapistički redovnik živio je i djelovao u opatiji Naše Gospe od Getsemanija u američkoj saveznoj državi Kentucky. 

## Životopis
Rođen je 1915. godine u mjestu Prades u južnoj Francuskoj. Mladi Merton pohađao je škole u Francuskoj, Velikoj Britaniji i SAD-u. Roditelji su mu bili slikari. Imao je i brata Johna Paula koji je 1943. poginuo kao član posade savezničkog zrakoplova.
Merton ulazi u Katoličku crkvu nakon obraćeničkog iskustva i krsti se 1938. godine. Privučen redovničkim idealima dana 10. prosinca 1941. godine ulazi u trapistički samostan Getsemani u Kentuckyju u kojem 27 godina živi u redovničkoj zajednici i kao pustinjak. Piše, dopisuje se s mnogim osobama, među njima i papom Ivanom XXIII. te drugim vjerskim vođama.
Autor je više od sedamdeset knjiga koje uključuju poeziju, osobne dnevnike, zbirke pisama, socijalnu kritiku i članke o miru, pravednosti, ekumenizmu i međureligijskom dijalogu. Osim pisanja povremeno se bavio fotografijom i crtanjem. Mnoga njegova djela postala su klasici koji neprestano doživljavaju nova izdanja. U SAD i drugim državama djeluje Međunarodno društvo Thomas Merton (International Thomas Merton Society).
Poginuo je od posljedica nesretnog slučaja, električnog udara, u Bangkoku na Tajlandu, tijekom jednog susreta redovničkih poglavara 10. prosinca 1968. godine, točno na dan svoga ulaska u trapističku opatiju Naše Gospe od Getsemanija. Bio je učitelj duhovnosti, briljantni pisac, čovjek koji je živio u potrazi za Bogom i ljudskom solidarnošću. 

## Djela
Naslovi dostupni na hrvatskom jeziku
- Mudrost pustinje (UPT, Đakovo 1996.)
- Nitko nije otok (Symposion (III. izdanje), Split 1997.)
- Nove sjemenke kontemplacije (Symposion (II. izdanje), Split 1997.)
- Sjemenke kontemplacije (Život u Bogu), Symposion, Split, 1998.)
- Gora sa sedam krugova (Verbum, Split, 2016.), autobiografija
- Moleći Psalme (Benedictus, Pag 2005.)
- Život i svetost (Kršćanska sadašnjost, Zagreb 2010.)
- Put Chuang Tzua (Vuković&Runjić, Zagreb 2011.)
- Duhovno vodstvo i meditacija (Kršćanska sadašnjost, Zagreb 2012.)
- Misli u samoći (Verbum, Split, 2015.)
- Znak Jonin, Verbum, Split, 2017.

## Vanjske poveznice
Mrežna mjesta
- The Thomas Merton Center at Bellarmine University / International Thomas Merton Society, stranice istraživačkog centra i društva posvećenih Thomasu Mertonu (engl.)
- Gora sa sedam krugova  Arhivirana inačica izvorne stranice od 11. lipnja 2013. (Wayback Machine), osvrt
- Thomas Merton, Mudrost pustinje  Arhivirana inačica izvorne stranice od 25. travnja 2016. (Wayback Machine)
- Život i svetost  Arhivirana inačica izvorne stranice od 10. studenoga 2012. (Wayback Machine), osvrt
- Duhovno vodstvo i meditacija  Arhivirana inačica izvorne stranice od 15. svibnja 2012. (Wayback Machine), osvrt
- Thomas Merton - Monah  Arhivirana inačica izvorne stranice od 13. svibnja 2012. (Wayback Machine), osvrt
- Put Chuang Tzua, osvrto  Arhivirana inačica izvorne stranice od 24. kolovoza 2018. (Wayback Machine)